# Slots Bjergby
Slots Bjergby er en lille by i Slots Bjergby Sogn på Sydvestsjælland med 1.036 indbyggere  (2024).
Byen ligger i Slagelse Kommune i Region Sjælland.
Byen har en skole "Hashøjskolen" med ca. 130 elever (2019). Hashøjskolen blev oprettet i 1959. Slots Bjergby forsamlingshus, Slotsbjergbyvej 42, er bygget og indviet i 1922 og fungerer stadig som forsamlingshus. Bjergbyparken, Hashøjvej 7, Slots Bjergby er et boligtilbud til ældre. Det blev indviet som alderdomshjem i 1955. Det blev udvidet i 1971 og igen i 2003. I oktober 2024 besluttede kommunalbestyrelsen i Slagelse Kommune, at lukke Bjergbyparken i sommeren 2025.

## Historie
Slots Bjergby blev formodentlig grundlagt i den sene vikingetid og kaldt Bjergby, fordi den lå højt.
Da Antvorskov Kloster blev grundlagt i 1164 af Johanniterordenen, ændrede byen navn til Munke Bjergby. Efter, at Antvorskov blev en del af de kongelige godser ved reformationen i 1536, ændrede byen navn Slots Bjergby.
Slots Bjergby bestod 1682 af 24 gårde og 6 huse med jord. Det samlede dyrkede areal udgjorde 1.010,5 tønder land skyldsat til 245,43 tønder hartkorn. Dyrkningsformen var trevangsbrug.
Byen er vokset til dobbelt størrelse, da der i 1990'erne kom gang i byggeri. Indtil 2007 lå den i Hashøj Kommune , hvorefter den nu administrativt hører under Slagelse.

## Galleri
- Slots Bjergby Kirke
- Fjernsynstårn lidt nord for byen
- Gravhøjene Hashøj og Galgebakken set fra kirketårnet